# Kvænangen
Kvænangen (tiếng Bắc Sami: Návuona suohkan, Kven: Naavuonon komuuni) là một đô thị ở hạt Troms, Na Uy. Trung tâm hành chính của đô thị này là làng Burfjord. Các tuyến đường cao tốc châu Âu E6 đi qua đô thị này và trên cầu Sørstraumen.
Kvænangen với vịnh hẹp, các sông băng và các dòng sông vào vịnh hẹp ở đầu của fjord.Kvænangen chính được thành lập năm 1863 khi nó được tách khỏi đô thị Skjervøy. Dân số ban đầu của Kvænangen là 1.677 người. Vào ngày 1 tháng 1 năm 1965, khu vực Meiland (dân số: 12 người) của Skjervøy đã được chuyển giao cho Kvænangen. Ngày 01 tháng 1 năm 1972, khu vực không có người ở của Mannskarvik được chuyển từ Skjervøy qua Kvænanagen. 